# Алказар (стадион)
Алказа́р (греч. Στάδιο Αλκαζάρ) — стадион в городе Лариса, Греция. Построен в январе 1932 года. Служил домашней ареной местного футбольного клуба «Лариса». 7 июня 1964 года «Лариса» сыграла первый матч с «Паниониосом» со счётом 2:1. В 2010 году клуб «Лариса» переехал на новый стадион AEL FC Arena, но в 2013—2015 годах вновь играл на «Алказаре». Стадион вмещает 13 108 зрителей.